# 8561 Sikoruk
8561 Sikoruk è un asteroide della fascia principale. Scoperto nel 1995, presenta un'orbita caratterizzata da un semiasse maggiore pari a 3,1079058 UA e da un'eccentricità di 0,2146118, inclinata di 2,04722° rispetto all'eclittica.

## Nome
L'asteroide è dedicato al russo Leonid Leonidovič Sikoruk, regista, costruttore di telescopi e divulgatore dell'astronomia.